# ニューヨーク市地下鉄R68形電車
ニューヨーク市地下鉄R68形電車はニューヨーク市地下鉄の電車。製造会社の違いにより「R68形」と「R68A形」に分類されるが、ほぼ共通なため本稿で一括して扱う。

## 概要
R62形をベースとした「Bディビジョン」用の車両である。また、R68A形はBディビジョンの車両では初の川崎重工業製で、1988年から翌1989年にかけて製造された。
R68形は4両104編成と単行車9両の425両が、R68A形は4両50編成の200両が在籍、合計で625両で系列を構成する。

## 車体
R62形に続きステンレス車体が使用された。R68形は側面行先表示器の下にステンレスのラインが入っているが、R68A形にはないため2系列の判別は容易である。

## 車内

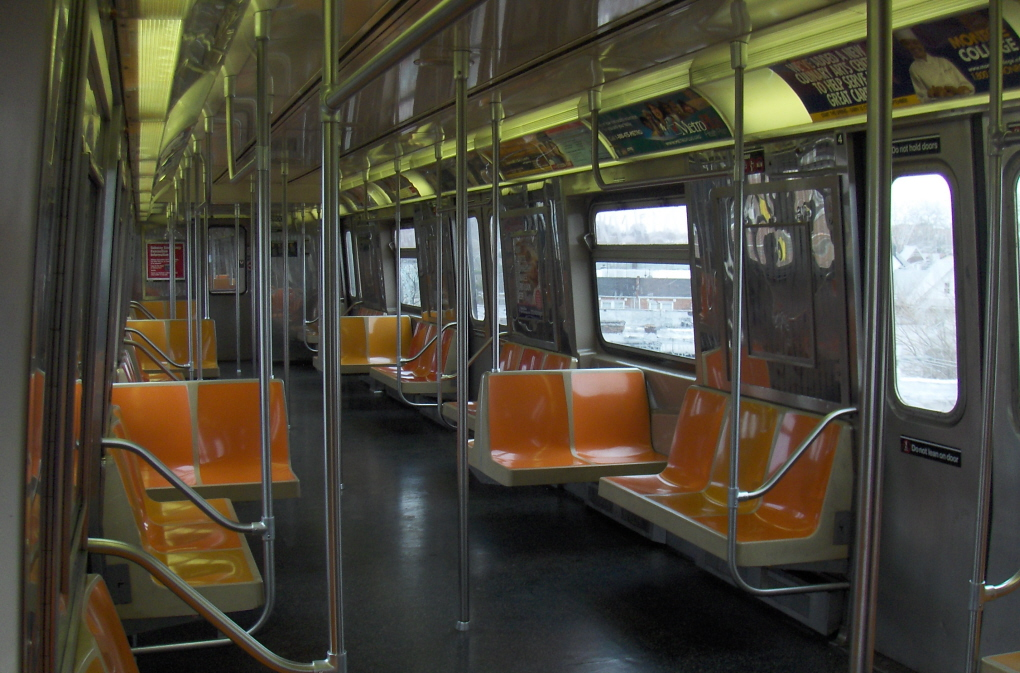
R68形の車内

オレンジ色のプラスチック製のベンチのような座席がセミクロスシート配置で設置され、立ち客用として握り棒が設置されているが、つり革は設置されていない。

## 走行機器
電装品はR68形、R68A形共にウエスティングハウス製が使用されているが、1999年に抵抗制御器のカム軸がアドトランツ製の物へ交換されている。

## 運用
4両編成は2本つないだ8両編成（G系統は4両編成）で、単行車は2本つないだ2両編成で、以下の路線で運用されている。
- R68形(8両編成) - B[5],D[6],NとW[5]の4路線
- R68形(4両編成) - G[5]のみ
- R68形(2両編成) - フランクリン・アベニュー・シャトルのみ
- R68A形(8両編成) - AとB[5]の2路線